# Kožljek
Kožljek este o localitate din comuna Cerknica, Slovenia, cu o populație de 51 de locuitori.